# Технолібералізм
Технолібералізм (англ. Technoliberalism) — це політична філософія, заснована на ідеях свободи, індивідуальності, відповідальності, децентралізації та самосвідомості. Вона також висвітлює ідею, що технологія повинна бути доступною кожному, але з мінімальним контролем. Його основні переконання відповідають п'яти основним інтересам, які включають створення уряду, економіки, громадянської свободи, освіти, науки та навколишнього середовища. Техноліберали підтримують такі ідеї, як баланс сил в уряді, децентралізація, доступна освіта, захист нашої планети, образотворче мистецтво, свобода слова та комунікаційні технології.

## Філософія
У своїй книзі під назвою «Технолібералізм» (англ. Technoliberalism), Адам Фіш описує технолібералізм як віру в те, що мережеві технології пом'якшують суперечності суспільства, якому важливі як вільний ринок економічного лібералізму, так і соціальний добробут соціального лібералізму. Таким чином, технолібералізм має певні посилання на неолібералізм, проте існують деякі основні відмінності: «У той час як Адам Сміт започаткував ринок, який був до певної міри природною і невикоріненою частиною ландшафту (заснований на людській схильності до «торгу, бартеру і обміну»), неоліберальна думка підтримує ідею про те, що такі складні системи можуть бути створені штучно». У центрі філософії технолібералізму, як віри та руху, лежить безумовна віра в технологію, підозра на традиційні модерністські (спадні) інституції та переконаність в тому, що сукупні ефекти індивідуального використання технологій будуть створювати соціальні блага. «Технолібералізм» — це поєднання децентралізму, індивідуалізму, відповідальності, самосвідомості, відсутності надлишку, стійкості, інженерного стилю регулювання та управління. Його основні переконання відповідають п'яти основним інтересам: створення уряду, освіта та наука, економіка, навколишнє середовище і цивільні свободи.
До них відносяться:
- Захист свободи окремих осіб при збереженні свободи інших.
- Вільні ринки з суворим дотриманням встановлених правил.
- Справедливе оподаткування, особливо для великих компаній.
- Захист нашої планети за допомогою суворого регулювання нанесення шкоди навколишньому середовищу.
- Сила малого і середнього бізнесу.
- Свобода слова і комунікаційних технологій.
- Акцент на технологічних досягненнях, а не на статус-кво.

## Мережева технологія
- Швидкий розвиток мережевих технологій, що забезпечує платформу для поширення інформації.
- Мережі розподіленого інтелекту збільшують можливості інформаційних технологій.
- Вільний доступ до інтернету глибоко відображає ідею технолібералізму.
- З'являються нові форми мережевих технологій, такі як телебачення та мобільна мережа, які збільшують можливості для демократизації.
- Культурні міфи впливають на успіх цифрової демократії не менше, ніж технології.

## Економічна свобода

### Бізнес
Економічна свобода з точки зору технолібералізму передбачає невеликий капіталізм, тобто капіталізм для малого і середнього бізнесу. В ідеалі локалізовані системи і суспільні зв'язки прокладуть шлях для нової капіталістичної економіки, зводячи нанівець силу глобального капіталізму. Для великих компаній буде більше правил для створення кращої конкуренції, в той час як для невеликих компаній буде застосовуватися менше правил. Технолібералізм робить акцент на ці малі і середні підприємства, тому, що вони можуть сприяти економічному зростанню. 

### Правила
Децентралізація також є ключовою ідеологічної ідеєю технолібералізму, що спрямована на усунення регулювання правил, які не дозволяють підприємствам конкурувати з урядом. Децентралізація означає розподіл влади далеко від центру організації, розповсюджуючи повноваження серед працівників на місцях. Швидке зростання інформаційних технологій сприяло поширенню інформації більш доступно і дешево. З іншого боку, це ідеологічна ідея вільних ринків. Тут потрібно строго дотримуватись правил, оскільки цей тип ринку буде заснований на попиті і пропозиції з невеликим державним контролем. Технолібералісти вважають, що знання і технології можуть бути передані без особливих труднощів або дій держави, що передбачає повністю вільний ринок, на якому покупцям і продавцям дозволяється здійснювати операції беззастережно, на основі взаємної угоди про ціну без втручання держави у вигляді податків, субсидій або постанов. 

### Оподаткування
Технолібералісти вірять у відємний прибутковий податок. Це ідея про те, що люди з доходом нижче певної суми отримують додаткову плату від держави замість того, щоб платити податки уряду. Це гарантує, що існує мінімальний рівень доходу для всіх. У той час, як загальна критика обертається навколо того факту, що негативний прибутковий податок може знизити стимул до роботи, технолібералісти хочуть забезпечити базовий рівень доходу, доступний кожному. Таким же ж чином технолібералізм вимагає справедливого оподаткування великих компаній. 

## Вільна мова
Технолібералізм розглядається як лібералізм 21 століття. Нові технології і сайти соціальних мереж дозволяють громадянам вільно висловлювати свої погляди. Дискусії навколо технолібералізму включають:
- Децентралізм.
- Індивідуалізм, відповідальність і самосвідомість.
- Нічого зайвого.
- Стійкість.
- Регулювання і управління в інженерному стилі.

## Громадянська відповідальність
Цивільна відповідальність в «технолібералізмі» означає захист свободи людини при збереженні свободи інших. Техноліберали чекають змін. За своєю природою вони не задоволені тим, як йдуть справи і хочуть знайти нові способи робити щось. Технолібералізм представляє соціокультурні перспективи. Це включає в себе те як ми розробляємо і використовуємо технології, особливо комп'ютерні. У сфері технологій лібералізм зазвичай вказує на інновації та прийняття ризику.

## Приклади з усього світу
Технолібералізм — це загальносвітова проблема, і її можна знайти в різних аспектах, ось деякі всесвітні приклади:

### Створення уряду
Щоб створити уряд, влада повинна бути врівноважена, і основним її принципом має бути експертна оцінка. Наприклад, в Об'єднаному Королівстві прем'єр — міністр очолює уряд з підтримкою кабінету і міністрів. У той час як департаменти і їх агентства несуть відповідальність за втілення в життя державної політики. Громадськість може взаємодіяти з урядом за допомогою консультацій і петицій, щоб інформувати і впливати на прийняті ним рішення.

### Економіка
Малий капіталізм, що означає капіталізм для малого та середнього бізнесу замість корпоративного. Негативний податок на прибуток або універсальний базовий дохід є прикладами технолібералізму в економічному аспекті. Наприклад, законодавство Європейського Союзу  для контролю над великими, потенційно монополістичними компаніями, застосовує до них більше норм, одночасно застосовуючи менш жорсткі норми для менших компаній. Головною метою є лише питання добробуту споживачів.

### Громадянські свободи
У сучасному суспільстві вільний доступ до Інтернету зі свободою обговорювати різні питання є відомим прикладом технолібералізму.

### Освіта і наука
Технолібералізм можна знайти на прикладах, що стосуються освіти та наукових галузей. У рамках науки деякі приклади включають більше інженерів та науковців у політичній галузі та вільну науку про генну інженерію. Прикладами, включеними в освіту, можуть бути такі:
- Плата за навчання для бакалавра / магістра для кожного студента -  3% ВВП на душу населення.
- Середня освіта для кожного учня - 0,5% ВВП на душу населення.
- Початкова освіта для кожного учня - 0,1% ВВП на душу населення.

### Навколишнє середовище
Прикладами того, як технолібералізм може бути застосований до навколишнього середовища, є такі:
- Вищі податки на викопне паливо та все, що завдає шкоди навколишньому середовищу.
- Міста без автомобілів, які забруднюють довкілля.
- Дозвіл на впровадження генної інженерії (також для харчових продуктів).